# Матаришван
Матаришван (санскр. Mâtariçvan; Matariśvan), или Матаришва (Matariśva), — в индийской мифологии ведийского периода (в Ригведе) божество, обитающее в воздушном пространстве и принесшее оттуда на землю огонь-Агни. В нём видели символ ветра и отождествляли с богом ветра Ваю (Ригведа, I, 93, 6), другие, — символ молнии. Имя Матаришван является эпитетом самого Агни; в Ведах это имя употребляют как «тайное имя бога огня Агни».
Миф о Матаришване имеет видимую связь с греческим мифом о Прометее.

## Мифы о Матаришване
Основной миф о Матаришване: Вивасван (солнечный бог, который впервые в истории выполнил жертвоприношения богам) послал Матаришвана на небо за огнём для жертвоприношений. Матаришван принёс «небесный огонь» на землю, а «мудрецы из рода Бхригу» — научили людей пользоваться этим огнём.
В Ригведе Матаришван упомянут 27 раз, в основном в более поздних частях; в гимнах, которые играют важную роль в РигВеде :
1) В знаменитом гимне «Самовосхваление Индры», где повествуется «о наибольшем подвиге Индры» :

 — «я Индра, ради Триты изведший коров из змея.

Я, отъявший у дасью мужскую силу, дал Матари́швану и Дадхьянчу» (РигВеда, X, 48 («Самовосхваление Индры»), 45).
2) В знаменитом гимне-загадке :

 — «6.Незрячий — зрячих провидцев об этом

Я спрашиваю, несведующий — чтобы ведать.

Что ж это за Одно в виде нерождённого,

Который установил порознь эти шесть пространств?

7. Пусть скажет здесь (о нём) тот, кто его точно знает :

Об оставленном следе этой милой птицы…

46. Индрой, Митрой, Варуной, Агни (его) называют,

А оно, божественное, — птица Гарутмант.

Что есть одно, вдохновенные называют многими способами.

Агни, Ямой, Матаришваном (его) называют» (Ригведа, I, 164).

## Матаришва как богиня брака
В Ригведе Матаришва (Матаришван) играет также роль «Великой Богини семьи, которая соединяет мужа и жену» :

 — «Да сольют все боги (и) воды наши два сердца !

Матаришва, Создатель и Указующая да соединят нас двоих» (Ригведа, X, 85 («Свадебный гимн»), 47).